# Comuna Sușno, Radehiv
Sușno (în ucraineană Сушно) este o comună în raionul Radehiv, regiunea Liov, Ucraina, formată din satele Obortiv, Sușno (reședința) și Toboliv.

## Demografie
Componența lingvistică a comunei Sușno
     Ucraineană (99,51%)
     Alte limbi (0,49%)
Conform recensământului din 2001, majoritatea populației comunei Sușno era vorbitoare de ucraineană (99,51%), existând în minoritate și vorbitori de alte limbi.